# ツール・ド・フランス1935
ツール・ド・フランス1935は、ツール・ド・フランスとしては29回目の大会。1935年7月4日から7月28日まで、全21ステージで行われた。

## 総合成績
| 順位 | 選手名                       | 国籍     | 時間            |
| ---- | ---------------------------- | -------- | --------------- |
| 1    | ロマン・マース               | ベルギー | 141時間32分00秒 |
| 2    | アンブロージオ・モレッリ     | イタリア | +17分52秒       |
| 3    | フェリシアン・ヴェルヴァック | ベルギー | +24分06秒       |
| 4    | シルヴェール・マース         | ベルギー | +35分24秒       |
| 5    | ジュール・ロヴィエ           | ベルギー | +51分26秒       |
| 6    | ジョルジュ・スペシェ         | フランス | +54分29秒       |
| 7    | モリス・アルシャンボー       | フランス | +1時間09分28秒  |
| 8    | レネ・ヴィエット             | フランス | +1時間21分03秒  |
| 9    | ガブリエ・リュオズィ         | フランス | +1時間34分02秒  |
| 10   | オスカル・ティエールバッハ   | ドイツ国 | +2時間00分04秒  |

### マイヨ・ジョーヌ保持者
| 選手名         | 国籍     | 首位区間 |
| -------------- | -------- | -------- |
| ロマン・マース | ベルギー | 全区間   |

### 各部門賞結果
| 第29回 ツール・ド・フランス 1935 |                                          |
| 全行程                           | 21区間、4338km                           |
| 総合優勝                         | ロマン・マース 141時間32分00秒           |
| 2位                              | アンブロージオ・モレッリ +17分52秒       |
| 3位                              | フェリシアン・ヴェルヴァック +24分06秒   |
| 4位                              | シルヴェール・マース +35分24秒           |
| 5位                              | ジュール・ロヴィエ +51分26秒             |
| 山岳賞                           | フェリシアン・ヴェルヴァック 118ポイント |
| 2位                              | シルヴェール・マース 92ポイント          |
| 3位                              | ガブリエ・リュオズィ 70ポイント          |